# Cervélo TestTeam
Cervélo TestTeam är ett schweiziskt cykelstall som tillhör UCI Professional Continental Teams under säsongen 2009.
Stallet startade inför säsongen 2009 och anställde vinnaren av Tour de France 2008, Carlos Sastre, och den norska spurtaren Thor Hushovd, som de stora stjärnorna i stallet som skulle leda dem till wildcard i de stora cykeltävlingarna.
Stallet är sponsrat av cykelmärket Cervélo, som tidigare var cykelsponsor till Team CSC, för vilka Carlos Sastre körde under flera säsonger.

## Historia
Stallet började att formas under säsongen 2008 när Team CSC valde att byta till andra cykelramar vid slutet av säsongen till Specialized. Cervélo hade tidigare sponsrat det danska stallet under flera år men nu valde cykelmärket att sponsra ett eget stall. 
Simon Gerrans tog den första segern i stallet, den 2 januari 2009, när han vann Jayco Bay Cycling Classic, dock med ett lokalt australiskt stall.

## Laguppställning

### Cervélo TestTeam 2010
| Namn                | Födelsedatum | Nationalit     | Stall 2009                |
| Davide Appollonio   | 02-06-1989   | Italien        |                           |
| Theo Bos            | 22-08-1983   | Nederländerna  | Rabobank Continental Team |
| Philip Deignan      | 07-09-1983   | Irland         |                           |
| Stefan Denifl       | 20-09-1987   | Österrike      | ELK Haus                  |
| Daniel Fleeman      | 03-10-1983   | Storbritannien |                           |
| Xavier Florencio    | 26-12-1979   | Spanien        |                           |
| Heinrich Haussler   | 25-02-1984   | Tyskland       |                           |
| Jeremy Hunt         | 12-03-1974   | Storbritannien |                           |
| Thor Hushovd        | 18-01-1978   | Norge          |                           |
| Edward King         | 31-01-1983   | USA            |                           |
| Andreas Klier       | 15-01-1976   | Tyskland       |                           |
| Ignatas Konovalovas | 08-12-1985   | Litauen        |                           |
| Brett Lancaster     | 15-11-1979   | Australien     |                           |
| Daniel Lloyd        | 11-08-1980   | Storbritannien |                           |
| Joaquin Novoa       | 25-08-1983   | Spanien        |                           |
| Oscar Pujol         | 16-10-1983   | Spanien        |                           |
| Martin Reimer       | 14-06-1987   | Tyskland       |                           |
| Carlos Sastre       | 22-04-1975   | Spanien        |                           |
| Xavier Tondó        | 05-11-1978   | Spanien        | Andalucía-Cajasur         |
| Marcel Wyss         | 25-06-1986   | Schweiz        |                           |

### Cervélo TestTeam 2009
| Namn                       | Födelsedatum | Nationalit     | Stall 2008                                    |
| Iñigo Cuesta               | 02.06.1969   | Spanien        | Team CSC-Saxo Bank                            |
| Philip Deignan             | 07.09.1983   | Irland         | Ag2r-La Mondiale                              |
| Dan Fleeman                | 03.10.1982   | Storbritannien | An Post-M. Donnelly-Grant Thornton-Sean Kelly |
| Xavier Florencio           | 26.12.1979   | Spanien        | Bouygues Télécom                              |
| Simon Gerrans              | 16.05.1980   | Australien     | Crédit Agricole                               |
| José Ángel Gómez Marchante | 30.05.1980   | Spanien        | Scott-American Beef                           |
| Volodymyr Gustov           | 15.02.1976   | Ukraina        | Team CSC-Saxo Bank                            |
| Roger Hammond              | 30.01.1974   | Storbritannien | Team Columbia                                 |
| Heinrich Haussler          | 25.02.1984   | Tyskland       | Gerolsteiner                                  |
| Jeremy Hunt                | 13.03.1973   | Storbritannien | Crédit Agricole                               |
| Thor Hushovd               | 18.01.1978   | Norge          | Crédit Agricole                               |
| Andreas Klier              | 15.01.1976   | Tyskland       | Team Columbia                                 |
| Ignatas Konovalovas        | 08.12.1985   | Litauen        | Crédit Agricole                               |
| Brett Lancaster            | 15.11.1979   | Australien     | Team Milram                                   |
| Daniel Lloyd               | 11.08.1980   | Storbritannien | An Post-M. Donnelly-Grant Thornton-Sean Kelly |
| Joaquín Novoa              | 25.08.1983   | Spanien        | Nybörjare                                     |
| Serge Pauwels              | 21.11.1983   | Belgien        | Topsport Vlaanderen                           |
| Oscar Pujol                | 16.10.1983   | Spanien        | Burgos Monumental                             |
| Gabriel Rasch              | 08.04.1976   | Norge          | Crédit Agricole                               |
| Martin Reimer              | 14.06.1987   | Tyskland       | LKT Team Brandenburg                          |
| Dominique Rollin           | 29.10.1982   | Kanada         | Toyota-United                                 |
| Hayden Roulston            | 10.01.1981   | Nya Zeeland    | Ex-professionell (Health Net 2006)            |
| Carlos Sastre              | 22.04.1975   | Spanien        | Team CSC-Saxo Bank                            |
| Marcel Wyss                | 25.06.1986   | Schweiz        | Atlas Romer's Hausbäckerei                    |